# Comté de Fluvanna
Le comté de Fluvanna est un comté de Virginie, aux États-Unis, fondé en 1777.